# Distenia phaeocera
Distenia phaeocera là một loài bọ cánh cứng trong họ Cerambycidae.